# Entente Sportive Le Cannet-Rocheville Volley-Ball 2016-2017
Questa voce raccoglie le informazioni riguardanti l'Entente Sportive Le Cannet-Rocheville Volley-Ball nelle competizioni ufficiali della stagione 2016-2017.

## Organigramma societario
Area direttiva
- Presidente: Daniel Bussani

Area tecnica
- Allenatore: Carlo Parisi
- Allenatore in seconda: Cesar González

## Rosa
| N° | Nome                     | Ruolo | Data di nascita   | Nazionalità sportiva |
| -- | ------------------------ | ----- | ----------------- | -------------------- |
| 1  | Lucile Le Thuc           | P     | 19 settembre 1992 | Francia              |
| 4  | Marie-France Garreau Dje | C     | 10 aprile 1992    | Francia              |
| 5  | Viktorija Delros         | L     | 12 maggio 1993    | Ucraina              |
| 6  | Ljiljana Ranković        | S     | 8 aprile 1993     | Serbia               |
| 7  | Gilda Lombardo           | S     | 2 luglio 1989     | Italia               |
| 8  | Petja Barakova           | P     | 18 giugno 1994    | Bulgaria             |
| 10 | Ivna Marra               | S/O   | 25 gennaio 1990   | Brasile              |
| 11 | Mira Todorova            | C     | 12 aprile 1994    | Bulgaria             |
| 12 | Alexandra Lazić          | S     | 24 settembre 1994 | Svezia               |
| 13 | Rosanna Giel             | C     | 10 giugno 1992    | Cuba                 |
| 15 | Jelena Mlađenović        | S     | 30 maggio 1997    | Bosnia ed Erzegovina |
| 16 | Laura Ong                | L     | 30 aprile 1989    | Francia              |